# Dmitrij Ryžov
Dmitrij Aleksandrovič Ryžov (in russo Дмитрий Александрович Рыжов?; Togliatti, 26 agosto 1989) è un ex calciatore russo, di ruolo attaccante.

## Carriera

### Club
Ha giocato nella massima serie dei campionati russo ed armeno.

### Nazionale
Ha militato nelle nazionali giovanili russe Under-17, Under-19 ed Under-21.